# Ardašir III.
Ardašir III. (perzijski: اردشیر Ardaschīr; * oko 621.; † 630.) je bio Veliki kralj Perzije iz dinastije Sasanida (628. – 630.)
Ardašir III. bio je sin Kavada II. te je nakon njegove smrti u rujnu 628. u dobi od sedam godina stupio na prijestolje. Njegov najvažniji savjetnik bio je Meh-Adur Gusnasp koji je nastojao da uvede red u zemlji oslabljenoj od rata s Bizantom u kojoj je još k tome i harala kuga. No vlast su zapravo imali utjecajni lokalni knezovi te prije svega zapovjednici vojske tako da faktički i nije bilo središnje kraljevske vlasti. Ardašira je godine 630. svrgnuo i ubio general Šahrabaz te zavladao umjesto njega.